# Eurycyde sertula
Eurycyde sertula är en havsspindelart som beskrevs av Child, C.A. 1991. Eurycyde sertula ingår i släktet Eurycyde och familjen Ammotheidae. Inga underarter finns listade i Catalogue of Life.